# Highway Stars

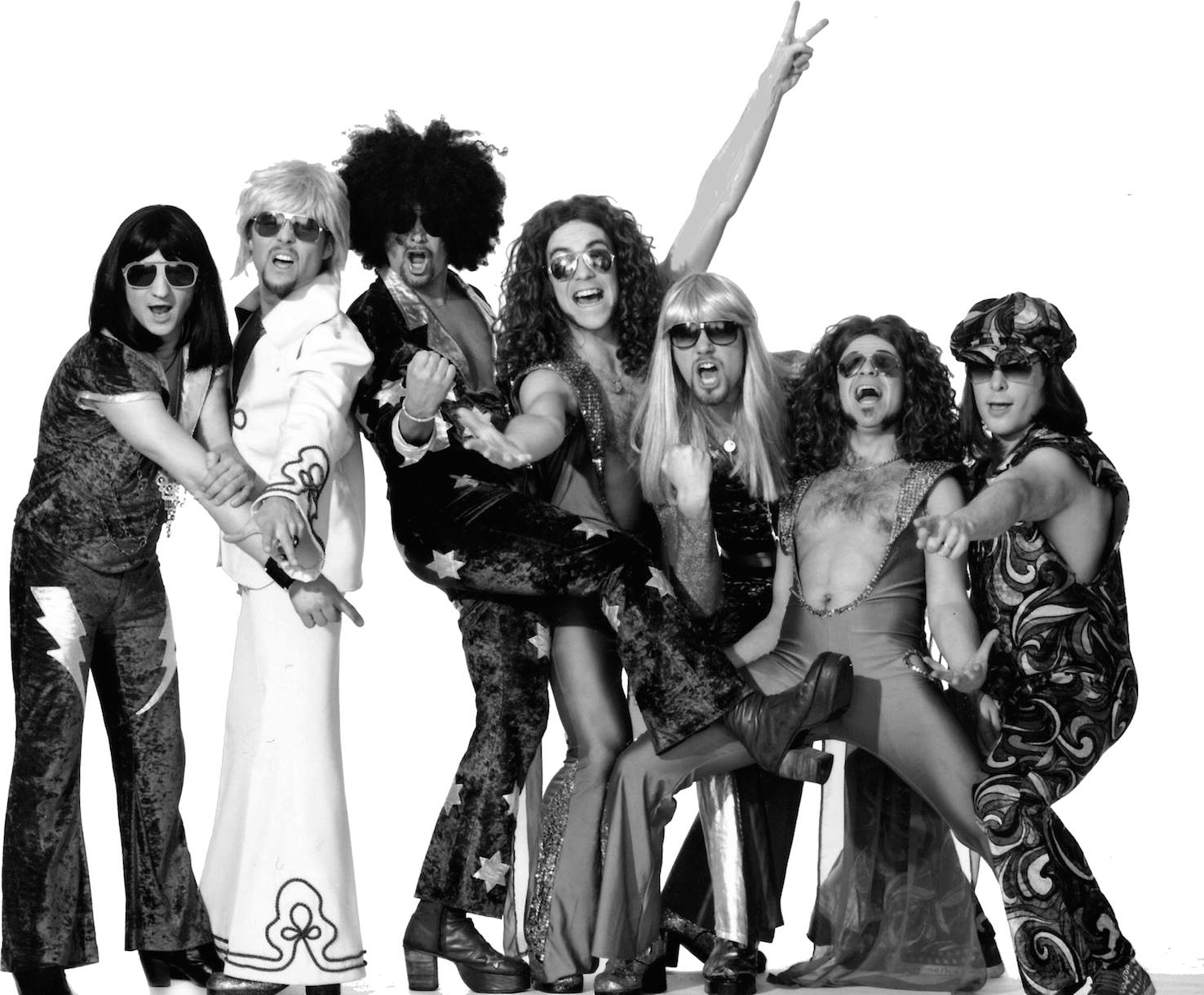
Highway Stars 1993

Highway Stars är en showgrupp från Uppsala i Sverige,  bildad 1985.
Gruppen blev i slutet av 1980-talet och början av 1990-talet känd för sina tolkningar av 1970-talsklassiker som Stayin' Alive, Fox on the Run, Yes Sir, I Can Boogie, Moviestar med flera. Alla framförda i tidstypiska och spektakulära scenkläder inspirerade av förgrundsartister som Abba, Slade, Queen, Village People. De var framför allt kända för sin förmåga att få med sig publiken i dans och allsång.
Highway Stars turnerade mellan 1988 och 1995 i Sverige, men även i Norge, Finland och Tyskland. Gruppen spelade de sista åren mest på större festivaler (till exempel Storsjöyran (1990 och 1994), Gute Rock (1993) och Piteå dansar och ler (1994 och 1995)) och avslutade bland annat Stockholm Water Festival tre år i rad. Gruppen var ett av de mest bokade banden i folkparkerna i slutet av 1980-talet och början av 1990-talet.

## Medlemmar
- Jerker Fendox (Olle Starlander) och Simon Fendox (Staffan Littmarck) på sång och dans
- Rock-Tony "Farsan" Fendox (Janne Hellman), keyboard (till 1991) ersattes av Farbror Weine (Roger Olsson 1968-2022).
- Bobby Brosch (Bosse Lundquist[5]), bas
- The Butcher (Jan Isaksson), trummor
- Pete Mc Wawa, gitarr ersattes 1988 av Gäry Diesel (Micke ”Ville” Wiström[4] 1961-2018) på gitarr som 1993 ersattes av J.J. Burns (Mattias Venge).
- Tex Baker (Tomas Björklund)  på percussion (från 1993)

## Diskografi
- Highway Stars Live (1993)
- A Christmast gift (2020)